# Marcoussis
Pour les articles homonymes, voir Marcoussis (homonymie).
Marcoussis (prononcé [maʁkusi] ) est une commune française située à 26 kilomètres au sud-ouest de Paris dans le département de l’Essonne en région Île-de-France.
Village constitué autour d’un prieuré et du château de riches conseillers des rois de France, passé aux courtisanes influentes puis lieu de villégiature des bourgeois parisiens, Marcoussis était aussi organisé autour de ses carrières de grès pour le pavage de la capitale et du maraîchage, dont la production de fraises et tomates était rapidement portée aux Halles de Paris par le train Arpajonnais. C’est aujourd’hui une commune périurbaine de la banlieue parisienne, connue nationalement pour accueillir le Centre national du rugby, centre de formation et d’entraînement de la Fédération française de rugby.

## Géographie

### Situation
| Type d’occupation           | Pourcentage | Superficie (en hectares) |
| --------------------------- | ----------- | ------------------------ |
| Espace urbain construit     | 21,7 %      | 365,74                   |
| Espace urbain non construit | 7,8 %       | 131,28                   |
| Espace rural                | 70,6 %      | 1 191,57                 |
| Source : Iaurif             |             |                          |

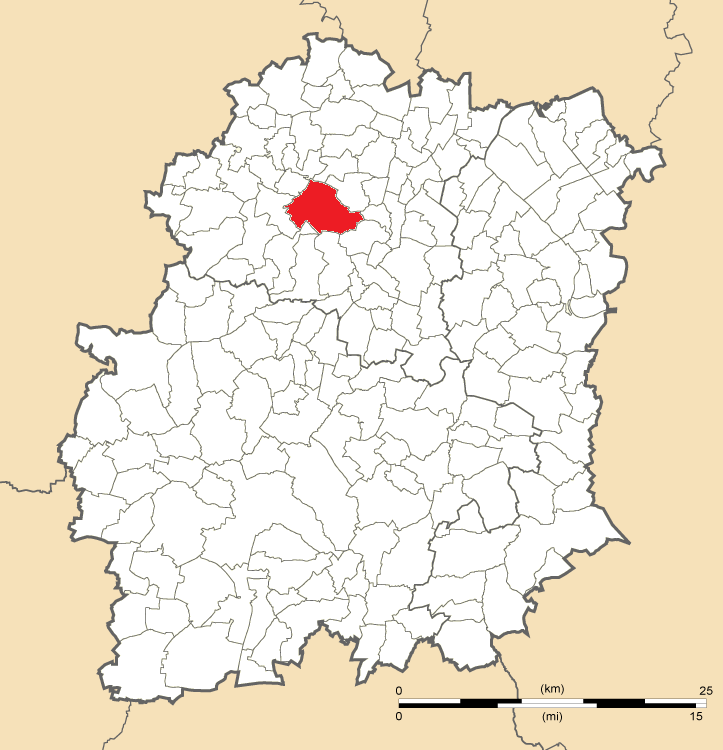
Position de Marcoussis en Essonne.

Marcoussis est située dans la région Île-de-France, au nord du département de l’Essonne, totalement intégrée à l’agglomération parisienne, au cœur de l’ancien pays aujourd’hui devenu la région naturelle du Hurepoix. La commune occupe un territoire approximativement trapézoïdal de mille six cent quatre-vingts hectares dont plus de 70 % avaient conservé un caractère rural et seulement 21 % étaient urbanisés et construits. La plus longue diagonale de ce territoire mesure sept kilomètres d’est en ouest et la plus courte mille six cents mètres du nord au sud. Le domaine communal est traversé d’ouest en est par le cours de la rivière la Salmouille et parsemé d’étangs et mares. Positionné dans la vallée de la rivière et sur les coteaux, il s’étage entre une altitude minimale de soixante-cinq mètres et une altitude maximale de cent soixante-douze mètres. Le territoire est bordé à l’ouest par l’autoroute A10 et par la LGV Atlantique et traversé, dans sa partie sud, par un segment de la rocade contournant Paris, la route nationale 104, aussi appelée Francilienne. Il est aussi traversé parallèlement par la route départementale 446 dont partent les routes départementales 3, 24 et 35. Plusieurs quartiers, hameaux et lieux-dits composent l’ensemble urbain de Marcoussis, dont le lieu de peuplement originel du Gué et l’actuel centre-ville autrefois appelé Grande Rue.
L’hôtel de ville de la commune est situé à vingt-six kilomètres au sud-ouest de Paris-Notre-Dame, point zéro des routes de France, seize kilomètres au nord-ouest d’Évry, préfecture du département, huit kilomètres au sud de Palaiseau, sous-préfecture du département, trois kilomètres à l’ouest de Montlhéry, six kilomètres au nord-ouest d’Arpajon, dix-neuf kilomètres à l’ouest de Corbeil-Essonnes, vingt kilomètres au nord-ouest de La Ferté-Alais, vingt et un kilomètres au nord-est de Dourdan, vingt-quatre kilomètres au nord-est d’Étampes, trente-deux kilomètres au nord-ouest de Milly-la-Forêt.

### Hydrographie

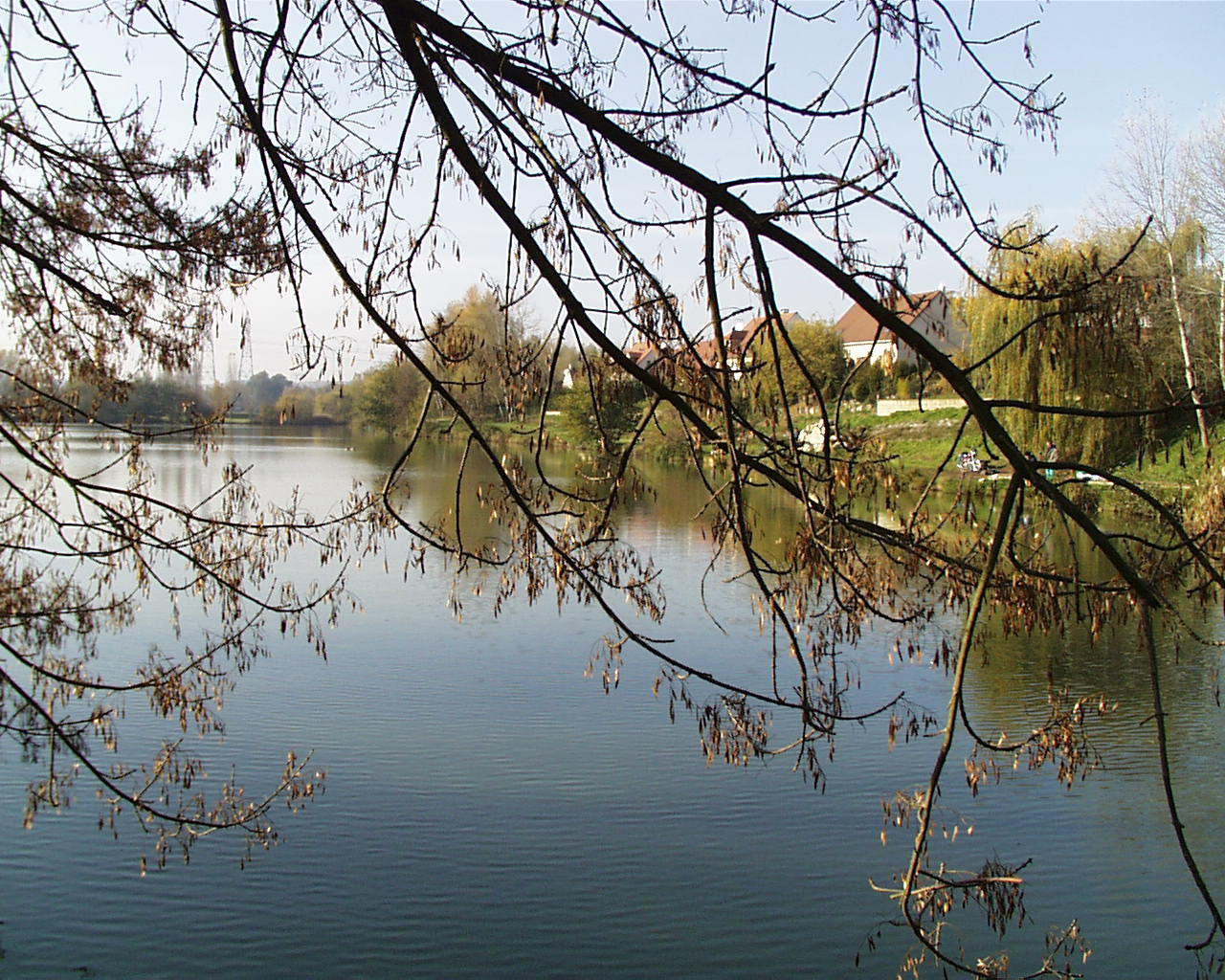
L’étang du Gué.

La commune est traversée d’ouest en est par la rivière la Salmouille, affluent de la rive gauche de l’Orge. Elle entre sur le territoire au niveau de l’autoroute A10 pour alimenter les grands étangs et l’étang du Gué où elle reçoit les eaux du ruisseau de Bel Ébat, puis elle irrigue les douves de l’ancien château de Montagu avant de traverser le centre-ville et de quitter le territoire au niveau du domaine de Bellejame. Plusieurs mares sont disséminées sur le territoire, au sud-ouest de la plaine du Déluge et le bois des Charmeaux, au nord-ouest à proximité du château de Bel Ébat, en arrière du château de Montagu, aux lieux-dits le Chêne Rond et le Bel Égout.

### Relief et géologie
La commune repose sur la vallée de la Salmouille orientée ouest-est. Le territoire s’étage entre une altitude maximale fixée à cent soixante-douze mètres au sud-ouest dans la plaine du Déluge, le point de repère géodésique le plus proche étant situé à cent soixante-deux mètres au lieu-dit... (à préciser), et une altitude minimale fixée à soixante-cinq mètres, à la frontière est dans le parc de Bellejame, le point de repère géodésique le plus proche étant positionné à soixante-quinze mètres au lieu-dit Chouanville.
La déclivité est plus prononcée sur le versant sud de la vallée avec un différentiel de trente-huit mètres d’altitude entre le Déluge et le repère de Beauvert distants de seulement sept cents mètres, et plus douce sur le versant nord avec un différentiel de cinquante-quatre mètres d’altitude entre le repère de la Folie Bessin et le repère de la Ronce distants de mille cinq cents mètres, à l’exception notable de la pente dite « de l’Escargot » placée entre les repères d’Alcatel à cent cinquante-sept mètres et celui du centre-ville à quatre-vingt-quatre mètres, distants de seulement huit cents mètres.
Le sous-sol est composé d’une succession de couches de sable et de meulière, de marne et de gypse sur une couche profonde de calcaire, typique du Bassin parisien : des carrières de sablon sont exploitées aux lieux-dits le Déluge et les Arrachis.

### Communes limitrophes
La commune est limitrophe : 
- au nord-ouest, du village de Saint-Jean-de-Beauregard dont elle est séparée par le tracé de l’autoroute A10 interdisant tout accès direct, 
- au nord, d’une infime partie du territoire des Ulis et plus largement, du territoire de Villejust séparé par la route de Montlhéry, 
- au nord-est, jusqu’à flanc de coteau, de la commune de Nozay sur le plateau de Courtabœuf,
- à l’est, du chef-lieu de canton Montlhéry, dont le chemin de la Ruelle des Bois marque la séparation,
- au sud-est, de Linas, séparé par le parc de Bellejame, et, plus loin vers le sud, par le chemin des Châtaigniers et le chemin du Faye (Faÿ) d’Ollainville puis de Bruyères-le-Châtel, au sud, à la lisière du chemin du Trou. 
- au sud-ouest, de Fontenay-lès-Briis à travers le bois du Déluge,
- à l’ouest de Janvry.

### Climat
Pour des articles plus généraux, voir Climat de l'Île-de-France et Climat de l'Essonne.
En 2010, le climat de la commune est de type climat océanique dégradé des plaines du Centre et du Nord, selon une étude du CNRS s'appuyant sur une série de données couvrant la période 1971-2000. En 2020, Météo-France publie une typologie des climats de la France métropolitaine dans laquelle la commune est exposée à un climat océanique altéré et est dans la région climatique  Sud-ouest du bassin Parisien, caractérisée par une faible pluviométrie, notamment au printemps (120 à 150 mm) et un hiver froid (3,5 °C). 
Pour la période 1971-2000, la température annuelle moyenne est de 11,2 °C, avec une amplitude thermique annuelle de 15,3 °C. Le cumul annuel moyen de précipitations est de 696 mm, avec 11 jours de précipitations en janvier et 7,5 jours en juillet. Pour la période 1991-2020, la température moyenne annuelle observée sur la station météorologique la plus proche, située sur la commune de Fontenay-lès-Briis à 6 km à vol d'oiseau, est de 11,6 °C et le cumul annuel moyen de précipitations est de 696,0 mm,. Pour l'avenir, les paramètres climatiques de la commune estimés pour 2050 selon différents scénarios d'émission de gaz à effet de serre sont consultables sur un site dédié publié par Météo-France en novembre 2022.

### Voies de communication et transports

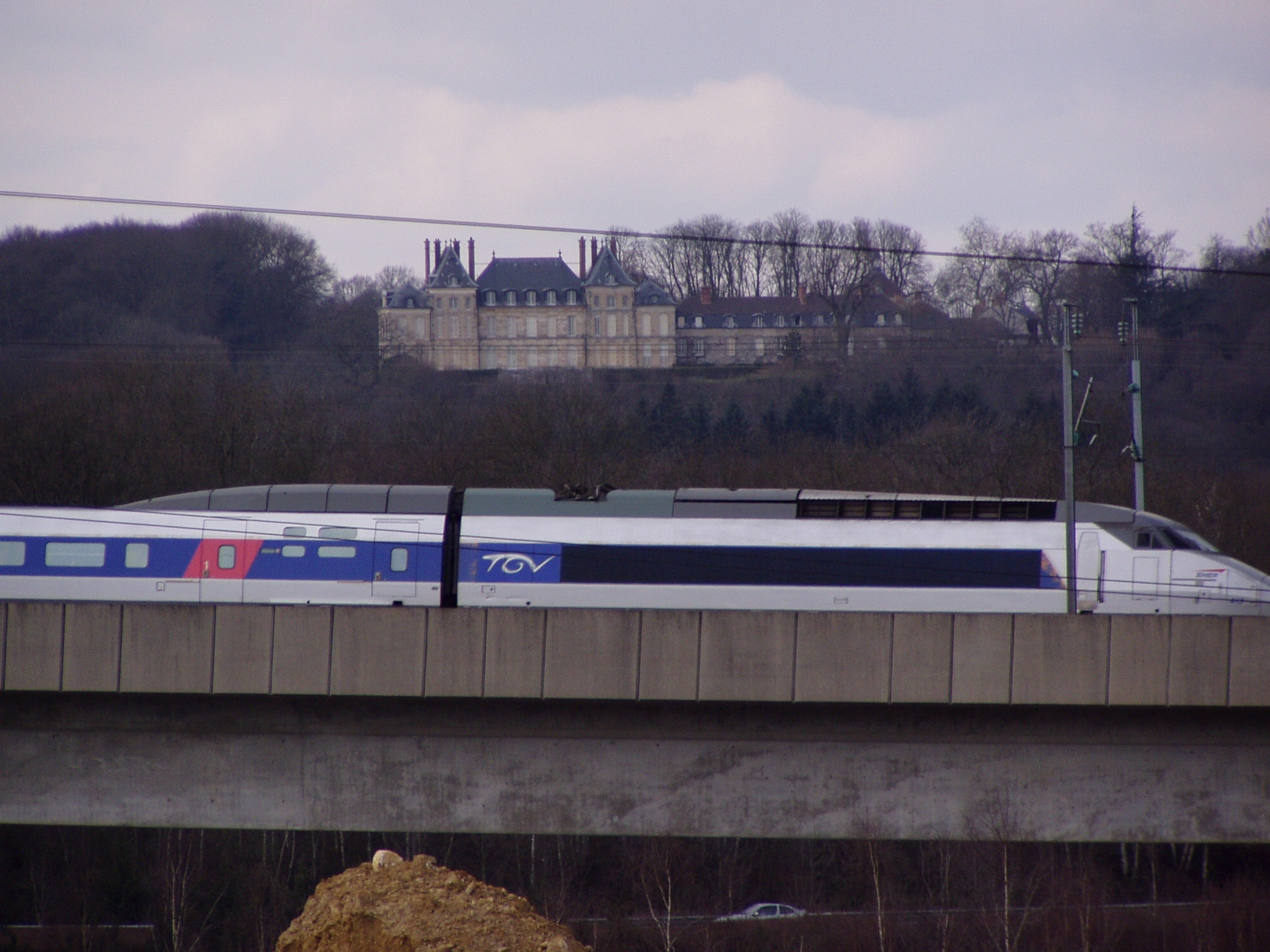
Le viaduc de la LGV Atlantique.

Le territoire communal est traversé par deux axes routiers majeurs, à l’extrémité ouest passe l’autoroute A10 et à partir de cette portion autoroutière démarre le tracé de la route nationale 104, aussi appelée Francilienne, qui traverse tout l’espace communal vers l’est. En parallèle de cet axe régional structurant se trouve la route départementale 446, ancienne route nationale de Versailles à Melun, qui traverse la commune par le centre-ville. Elle est croisée à l’extrême nord par la route départementale 35 qui marque la frontière avec Villejust, à l’ouest par la route départementale 3 et à proximité du centre-ville par la route départementale 24. Parallèlement à l’autoroute A10 se trouve le viaduc de la LGV Atlantique. Plusieurs lignes d’autobus empruntent le réseau routier communal dont celles du réseau de bus Paris-Saclay, les DM10A, DM11A, DM10C et DM11E qui transportent les voyageurs vers les gares du RER B de Massy-Palaiseau et Orsay - Ville, les gares du RER C de Saint-Michel-sur-Orge et de Sainte-Geneviève-des-bois. La commune est en outre située à treize kilomètres au sud-ouest de l’aéroport de Paris-Orly et à quarante-sept kilomètres au sud-ouest de l’aéroport de Paris-Charles-de-Gaulle.

### Lieux-dits, quartiers et écarts
Outre le centre-ville actuel, autrefois appelé la Grande Rue, plusieurs quartiers et hameaux composent la commune de Marcoussis dont, à l’est, l’Étang Neuf, le Houssay et Chouanville, au sud le Bouchet, à l’ouest le Mesnil, le Chêne rond et la zone d'activité du Fond des Prés, le Déluge, le Beauvert qui donnent chacun leur nom à une plaine, le Gué, lieu originel de peuplement de la commune, la Ronce, et au nord la Fontaine de Jouvence. Plusieurs lieux-dits ont conservé des noms d’autrefois dont le Moulin à Vent, le Poteau Blanc, les Maraisses, le Grand Étang et le Petit Étang, les Arrachis, Marivaux, le Parc aux Bœufs, le Plan de Soissons, la Greffière, la Bonnerie, le Poirier de la Chapelle, le Bel Égout, les Bas Mocquets, la Croix du Jubilé et l’Escargot.

## Urbanisme

### Typologie
Au 1er janvier 2024, Marcoussis est catégorisée grand centre urbain, selon la nouvelle grille communale de densité à sept niveaux définie par l'Insee en 2022.
Elle appartient à l'unité urbaine de Paris, une agglomération inter-départementale regroupant 407  communes, dont elle est une commune de la banlieue,,. Par ailleurs la commune fait partie de l'aire d'attraction de Paris, dont elle est une commune du pôle principal,. Cette aire regroupe 1 929 communes,.

## Toponymie
Le lieu fut appelé successivement Marcocia en 1100, Marcociis en 1105,vers 1120 et 1136, Marescalceis en 1122, Marchociis au XIIe siècle, Marcolciis en 1154, Marchocies en 1201, Marcoucis en 1273, 1276, vers 1285. La commune fut créée en 1793 avec son nom actuel.
Marchoucies paraît être un témoignage toponymique du nom commun marcocia, marcousceis attesté seulement en latin médiéval, dans plusieurs documents, il s'agirait d'un droit de pâture précoce, « depuis la mi-mars jusqu'au 1er mai », précise l'un de ces documents, daté de 1205.
Une mention Marcocinctum, du IXe siècle, fait cependant difficulté, mais est-il sûr qu'elle s'applique bien à Marcoussis ? Il peut d'ailleurs y avoir eu changement de nom entre le IXe et le XIIe siècle.

## Histoire

### Des origines à l'An Mille
Des fouilles archéologiques menées sur le territoire, notamment lors de la construction de la LGV Atlantique ont révélé une présence humaine dès le IIIe millénaire av. J.-C., notamment des grattoirs en silex et la présence d’un fragment de meule à grains en grès retrouvé au lieu-dit le Déluge.
Le développement d’un premier village se fit à partir du VIIe siècle, avec l’édification dans la vallée en 663 d’un prieuré dépendant de l’abbaye Saint-Wandrille. En 854, une charte de Charles II le Chauve mentionne un bien à Marcoussis. Dans un premier temps, il ne s’agirait que d’une vigne dépendant de Bution, proche de l’actuel Arpajon. Les religieux perdant Bution s’installèrent à Marcoussis au début du XIIe siècle et y implantèrent une paroisse.

### Seigneurs et religieux

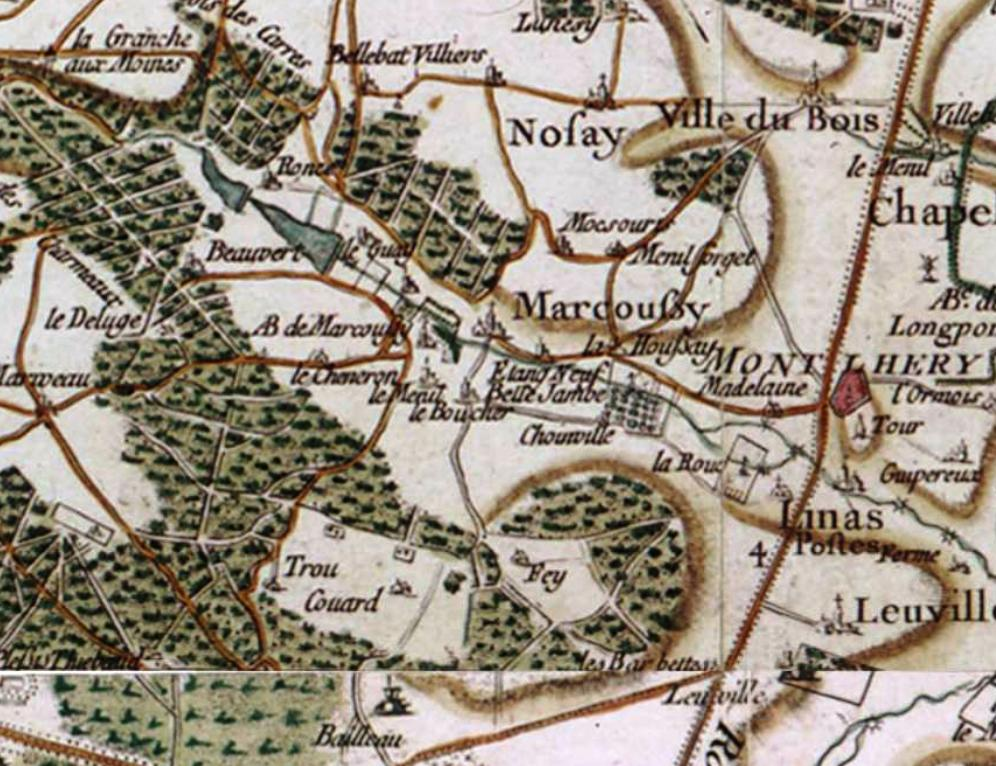
Carte de la région de Marcouſsy au XVIIe siècle par Cassini.

Marcoussis eut des seigneurs particuliers dans la vallée, vassaux du roi, très tôt. Selon  Malte-Brun les plus anciens seraient Pierre et Thibaud de Marcoussis, mais nous ne savons rien à leur sujet. L'hypothèse est que Malte-Brun ait confondu avec des curés de Marcoussis, Pierre étant curé vers 1145. Le premier seigneur dont nous savons quelque chose est Ansoud Le Riche de Paris. Cependant, le prieuré périclita, de sorte qu’en 1298 il ne restait plus qu’un seul moine et le village ne comptait que cent vingt habitants.
À la fin du XIVe siècle, Ferric Cassinel, frère de Biette de Casinel, la maîtresse du roi Charles V, donna à son neveu Jean de Montagu la seigneurie de Marcoussis. Grand trésorier puis chambellan de Charles VI, il acheta les différents fiefs du domaine et fit construire entre 1400 et 1408 le château seigneurial, l’église paroissiale et un monastère où il installa les Célestins. Jugé, décapité puis pendu en 1409 sur l’instigation du duc de Bourgogne Jean sans Peur, le domaine fut donné à Louis de Bavière. À sa mort, la seigneurie fut rendue à Charles de Montagu, fils du fondateur, premier chambellan de Charles VI. En 1422, la seigneurie revint à sa sœur, Jacqueline de Montagu, épouse de Jean Malet de Graville.
Au cours de la guerre de Cent Ans, le château, situé en Île-de-France, fut la cible de nombreuses attaques : entre 1412 et 1435 il fut successivement occupé par les Armagnacs, les Bourguignons, les Anglais puis les Français.
Par succession, la seigneurie de Marcoussis revint à Louis Malet de Graville, par ailleurs seigneur de Chastres, Milly-la-Forêt, Gometz-le-Châtel, Chevreuse et Malesherbes, titré amiral de France en 1487, chambellan et conseiller du roi Louis XI. Il rattache à la seigneurie de Marcoussis les fiefs de Nozay et La Ville-du-Bois,. À sa mort, ses domaines revinrent à sa fille Jeanne qui elle-même les laissa à son neveu Guillaume de Balzac d’Entragues. Ainsi en 1600, le château hébergea les amours adultérines du roi Henri IV et de Catherine Henriette de Balzac d'Entragues. En 1562 et 1563, le Hurepoix subit les guerres de Religion, l’église fut profanée et le monastère brûlé par les huguenots.
En 1603, le domaine de Bellejambe, passé des Graville au Le Maistre, fut agrandi et restauré en réutilisant les pierres du château de Montlhéry démantelé sur autorisation d’Henri IV. Louis Le Maistre en fit changer le nom pour devenir Bellejame,. Pendant la Fronde, le château de Montagu servit à emprisonner le prince de Condé, le prince de Conti et le duc de Longueville.

### Les Templiers et les Hospitaliers
Le membre de la Flotte était possédé par la commanderie du Déluge qui consistait en des terres dont une partie était enclavée dans le parc du château de Bellejame où il y avait une fontaine dite La Flotte.

### Du maraîchage à la haute-technologie
En 1751, Élisabeth-Thérèse Chevalier de Montigny acheta le domaine de Marcoussis. En 1768 et 1771, Louis XV souhaita l’ouverture de routes de chasse à travers le bois de Marcoussis et fit construire en 1774, au lieu-dit la Chaussée de l’Étang, un pavillon de chasse. En 1778, un arrêt du roi Louis XVI transforma le monastère des Célestins en maison de retraite, l’ordre étant aboli en 1779. En 1787 ces bâtiments devinrent des écuries pour les chasses royales.
En 1792, le château de Montagu fut détruit après avoir été dévasté. Le domaine des Célestins fut vendu comme bien national en 1798 et détruit peu après. En 1805, Armand de Puységur fit raser les restes du château de Montagu pour éviter qu’il ne devienne une prison d’État.

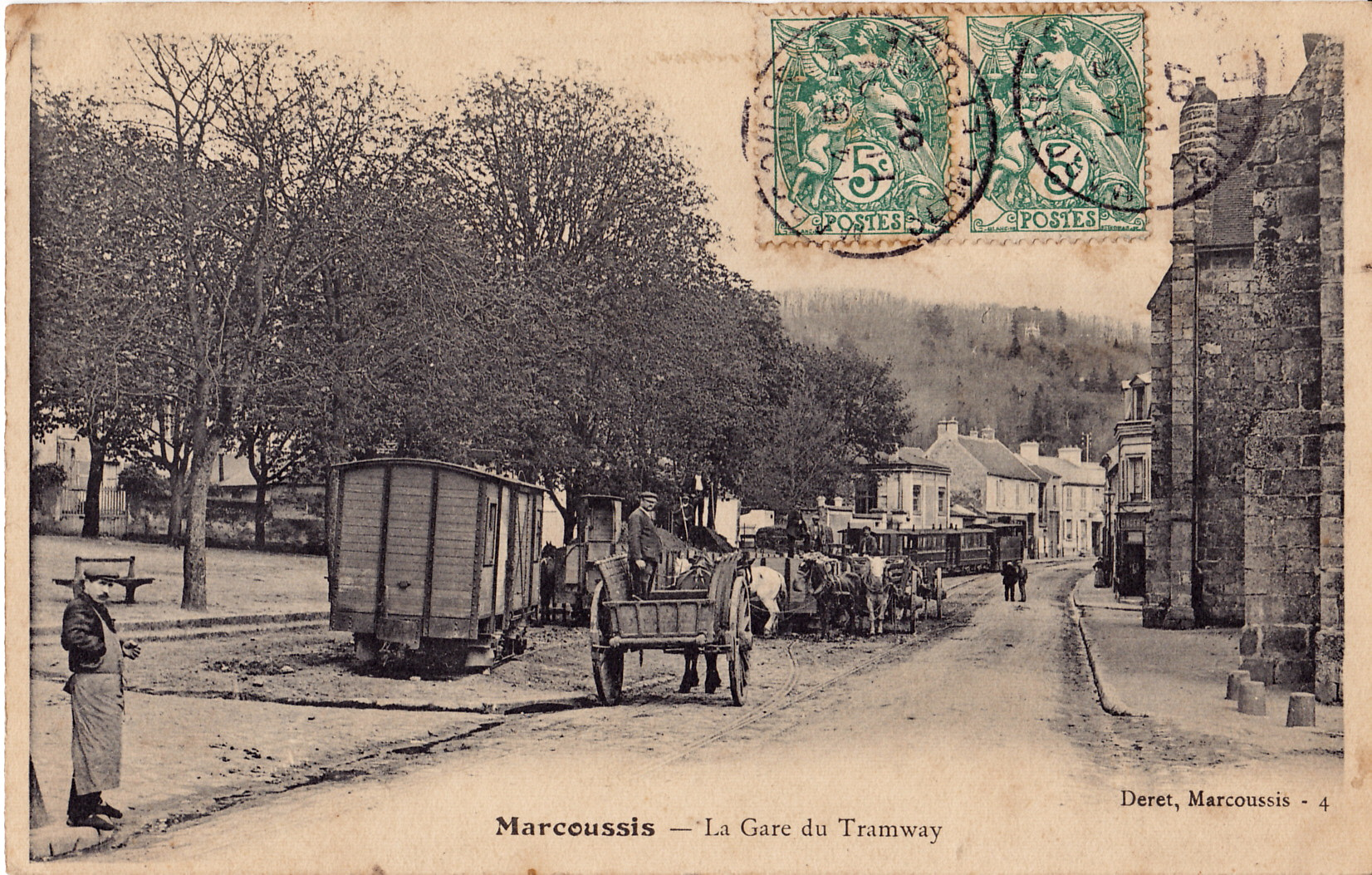
La station de l'Arpajonnais, vers 1907.

Au XIXe siècle, les carrières de grès attirèrent des ouvriers employés pour certains par la ville de Paris qui possédait un des sites. La vigne, présente sur les coteaux, fut peu à peu remplacée par la culture de la fraise, transportée rapidement vers les Halles de Paris par l’Arpajonnais à partir de 1876.
Ce chemin de fer secondaire à voie métrique et traction vapeur rendant le village accessible aux Parisiens, des bourgeois vinrent en villégiature dans la vallée, rachetant les anciens domaines pour y construire des demeures, tels l’architecte François-Claude Latour qui acheta le domaine des Célestins à Jean Jules Balay de La Bertrandière en 1859 pour y faire construire un château, Auguste Nélaton qui s’installa au Déluge, Eugène Moutard-Martin, président de l’Académie nationale de médecine qui s’établit au Chêne Rond, Charles de la Baume Pluvinel qui fit construire en 1864 le château de Marcoussis, Victor Adolphe Malte-Brun qui publia l’histoire de la commune où il vivait en 1867, ou encore Camille Corot qui rendait visite à son élève Ernest Dumax. En 1891 fut créée par la congrégation de la Sainte-Enfance l’école Saint-Joseph.
En 1912, la commune de Bourg-la-Reine acheta le domaine de la Ronce pour y installer un centre de vacances. En 1937 fut arrêtée l’exploitation de l’Arpajonnais, accompagnant la baisse de l’importance de la culture de la fraise dans la région. En 1940, Geneviève de La Baume Pluvinel fit don du château de Marcoussis à la fondation d'Auteuil pour y installer le lycée horticole. En 1945, Yves Rocard fit acheter par le ministère de la Défense le château du Chêne-Rond pour y implanter un laboratoire de recherche en électronique.
En 1962 s’installa sur le plateau nord un centre de recherche d’Alcatel-CIT. En 1974, la commune acheta le château des Célestins pour y installer son centre culturel. En 2002 fut inauguré sur l’ancien domaine de Bellejame le Centre national du rugby, qui accueillit en 2003 les dignitaires ivoiriens et français lors des « accords de Marcoussis ». En 2006 fut créé sur l’ancien site d’Alcatel-Lucent le premier data center d’Europe. 
Le 29 juillet 2007 la commune fut ville-étape du Tour de France 2007.
Le 4 octobre 2021 est inaugurée une ferme solaire, la plus grande installation d’Ile-de-France, avec 20,3 MWc (Mégawatt crête) de puissance totale, 58 296 panneaux photovoltaïques sur une surface de 23 hectares, produisant la consommation annuelle d'une ville de 10 000 habitants. Le site accueille également un élevage de 300 moutons sur 46 hectares de terrain clôturé, afin d'assurer la maîtrise de la végétation et de diversifier l’activité agricole en circuit court[réf. nécessaire][non neutre].

## Population et société

### Démographie

#### Évolution démographique
Lors du premier Recensement de la population réalisé en 1793, la commune, qui venait de fusionner avec sa voisine du Déluge, comptait 1 354 habitants. Nombre qui resta approximativement stable pendant une cinquantaine d’années avant de connaître une augmentation pour dépasser le cap des mille cinq cents habitants en 1846 et même celui des mille neuf cents habitants vingt ans plus tard. Le conflit de 1870 et l’occupation du territoire fit chuter ce total à presque mille sept cents habitants. La commune entra dans le XXe siècle avec à peine plus de mille neuf cents résidents permanents et vit sa population décroître pendant une trentaine d’années jusqu’à atteindre un peu plus de mille six cents habitants en 1931. Au sortir de la Seconde Guerre mondiale, comme toutes les communes de l’agglomération parisienne, Marcoussis se développa, les terrains étant lotis, la population crut rapidement, dépassant les deux mille habitants en 1962, chiffre doublé vingt ans plus tard pour atteindre plus de quatre mille quatre cents habitants. L’immigration compte pour une part faible dans cette croissance démographique puisque la commune ne comptait en 1999 que 3,14 % d’étrangers dont 1,1 % de Portugais, 0,5 % d’Italiens, 0,3 % de Turcs, 0,2 % de Marocains, d’Algériens et d’Espagnols et 0,06 % de Tunisiens.

L'évolution du nombre d'habitants est connue à travers les recensements de la population effectués dans la commune depuis 1793. Pour les communes de moins de 10 000 habitants, une enquête de recensement portant sur toute la population est réalisée tous les cinq ans, les populations de référence des années intermédiaires étant quant à elles estimées par interpolation ou extrapolation. Pour la commune, le premier recensement exhaustif entrant dans le cadre du nouveau dispositif a été réalisé en 2006.

En 2022, la commune comptait 8 597 habitants, en évolution de +5,65 % par rapport à 2016 (Essonne : +2,89 %, France hors Mayotte : +2,11 %).
| 1793  | 1800  | 1806  | 1821  | 1831  | 1836  | 1841  | 1846  | 1851  |
| ----- | ----- | ----- | ----- | ----- | ----- | ----- | ----- | ----- |
| 1 354 | 1 437 | 1 397 | 1 351 | 1 359 | 1 363 | 1 383 | 1 504 | 1 467 |

| 1856  | 1861  | 1866  | 1872  | 1876  | 1881  | 1886  | 1891  | 1896  |
| ----- | ----- | ----- | ----- | ----- | ----- | ----- | ----- | ----- |
| 1 560 | 1 785 | 1 902 | 1 830 | 1 713 | 1 759 | 1 837 | 1 777 | 1 913 |

| 1901  | 1906  | 1911  | 1921  | 1926  | 1931  | 1936  | 1946  | 1954  |
| ----- | ----- | ----- | ----- | ----- | ----- | ----- | ----- | ----- |
| 1 949 | 1 933 | 1 905 | 1 829 | 1 768 | 1 641 | 1 694 | 1 720 | 1 947 |

| 1962  | 1968  | 1975  | 1982  | 1990  | 1999  | 2006  | 2011  | 2016  |
| ----- | ----- | ----- | ----- | ----- | ----- | ----- | ----- | ----- |
| 2 187 | 2 635 | 3 980 | 4 465 | 5 680 | 7 226 | 7 647 | 7 987 | 8 137 |

| 2021  | 2022  | - | - | - | - | - | - | - |
| ----- | ----- | - | - | - | - | - | - | - |
| 8 430 | 8 597 | - | - | - | - | - | - | - |

#### Pyramide des âges
En 2018, le taux de personnes d'un âge inférieur à 30 ans s'élève à 37,4 %, soit en dessous de la moyenne départementale (39,9 %). À l'inverse, le taux de personnes d'âge supérieur à 60 ans est de 21,9 % la même année, alors qu'il est de 20,1 % au niveau départemental.
En 2018, la commune comptait 4 040 hommes pour 4 131 femmes, soit un taux de 50,56 % de femmes, légèrement inférieur au taux départemental (51,02 %).
Les pyramides des âges de la commune et du département s'établissent comme suit.
| Hommes | Classe d’âge | Femmes |
| ------ | ------------ | ------ |
| 0,6    | 90 ou +      | 2,4    |
| 5,2    | 75-89 ans    | 7,6    |
| 13,7   | 60-74 ans    | 14,3   |
| 22,4   | 45-59 ans    | 22,1   |
| 18,4   | 30-44 ans    | 18,6   |
| 19,9   | 15-29 ans    | 16,7   |
| 19,7   | 0-14 ans     | 18,4   |

| Hommes | Classe d’âge | Femmes |
| ------ | ------------ | ------ |
| 0,5    | 90 ou +      | 1,4    |
| 5,4    | 75-89 ans    | 7,2    |
| 12,9   | 60-74 ans    | 13,9   |
| 20     | 45-59 ans    | 19,4   |
| 19,9   | 30-44 ans    | 20,1   |
| 20     | 15-29 ans    | 18,2   |
| 21,3   | 0-14 ans     | 19,8   |

## Politique et administration

### Politique locale
La commune de Marcoussis est rattachée à la fois au canton des Ulis, représenté par les conseillers départementaux Dominique Fontenaille (DVD) et Françoise Marhuenda (MRC), à l'arrondissement de Palaiseau et à la quatrième circonscription de l'Essonne représentée par la députée Marie-Pierre Rixain (LREM). Le maire Olivier Thomas (ex-PS) préside un conseil municipal composé de vingt-neuf élus, tous de la majorité divers gauche. Il est assisté dans ses fonctions par huit adjoints au maire et vingt conseillers municipaux délégués. L’Insee attribue à la commune le code 91 3 20 363. La commune de Marcoussis est enregistrée au répertoire des entreprises sous le code SIREN 219 103 637. Son activité est enregistrée sous le code APE 8411Z. En 2003, la commune a reçu le label « Ville Internet @ ».
En 2010, la commune disposait d’un budget de 16 680 000 € dont 14 114 000 € de fonctionnement et 2 566 000 € d’investissement, financés à 53,19 % par les impôts locaux avec des taux d’imposition fixés à 13,01 % pour la taxe d'habitation, 22,39 % et 72,43 % pour la taxe foncière sur le bâti et le non-bâti et 22,36 % pour la cotisation foncière des entreprises. Toujours en 2010, l’endettement municipal cumulé atteignait 12 312 000 €. Cette même année, la commune comptait sur son territoire quatre-vingt-onze logements HLM répartis entre trois bailleurs sociaux soit 3,43 % du total des logements de la commune, très loin des préconisations à 20 % de la loi relative à la solidarité et au renouvellement urbains.
En 2013, la commune intègre la communauté d'agglomération Europ'Essonne, elle était aussi représentée au sein du syndicat mixte de la Vallée de l'Orge Aval et au syndicat intercommunal pour la revalorisation et l'élimination des déchets et des ordures ménagères.

### Politique de développement durable
La commune s’est engagée dans une politique de développement durable en lançant une démarche d'Agenda 21 en 2006.

### Tendances et résultats politiques
Dirigée depuis 1977 par la gauche (à l’exception d’un mandat), la commune de Marcoussis se distingue pourtant par sa tendance à voter à droite lors des différents scrutins. Ainsi lors des élections présidentielles de 2002, 2007 et 2012 c’est le candidat de droite qui y est arrivé en tête, de même lors des élections législatives en 2002 et 2007. Toutefois cette tendance semble s’infléchir, portée par les vagues roses successives comme lors des élections régionales de 2010, les élections cantonales de 2011 et les élections législatives de 2012 où la commune vota majoritairement pour son maire, contrairement au reste de la circonscription. Le maire actuel a été réélu en 2008 dès le premier tour avec plus de 70 % des suffrages. En 2005 les électeurs de la commune ont approuvé le traité de Rome comme ils avaient précédemment approuvé le traité de Maastricht en 1992.
Élections présidentielles, résultats des deuxièmes tours :
- Élection présidentielle de 2002 : 85,54 % pour Jacques Chirac (RPR), 14,46 % pour Jean-Marie Le Pen (FN), 84,12 % de participation[84].
- Élection présidentielle de 2007 : 55,40 % pour Nicolas Sarkozy (UMP), 44,60 % pour Ségolène Royal (PS), 88,02 % de participation[85].
- Élection présidentielle de 2012 : 51,77 % pour Nicolas Sarkozy (UMP), 48,23 % pour François Hollande (PS), 83,99 % de participation[86].
- Élection présidentielle de 2017 : 71,75 % pour Emmanuel Macron (LREM), 28,25 % pour Marine Le Pen (FN), 78,32 % de participation.

Élections législatives, résultats des deuxièmes tours :
- Élections législatives de 2002 : 55,19 % pour Pierre-André Wiltzer (UMP), 44,81 % pour Marianne Louis (PS), 65,19 % de participation[87].
- Élections législatives de 2007 : 51,02 % pour Nathalie Kosciusko-Morizet (UMP), 48,98 % pour Olivier Thomas (PS), 65,03 % de participation[88].
- Élections législatives de 2012 : 53,91 % pour Olivier Thomas (PS), 46,09 % pour Nathalie Kosciusko-Morizet (UMP), 67,62 % de participation[89].
- Élections législatives de 2017 : 61,67 % pour Marie-Pierre Rixain (LREM), 38,33 % pour Agnès Evren (LR), 44,21 % de participation.

Élections européennes, résultats des deux meilleurs scores :
- Élections européennes de 2004 : 29,08 % pour Harlem Désir (PS), 15,90 % pour Patrick Gaubert (UMP), 47,32 % de participation[90].
- Élections européennes de 2009 : 26,33 % pour Michel Barnier (UMP), 19,63 % pour Daniel Cohn-Bendit (Les Verts), 46,29 % de participation[91].
- Élections européennes de 2014 : 19,93 % pour Aymeric Chauprade (FN), 16,67 % pour Pervenche Berès (PS), 48,62 % de participation.
- Élections européennes de 2019 : 23,94 % pour Nathalie Loiseau (LREM), 16,87 % pour Yannick Jadot (EELV), 56,32 % de participation.

Élections régionales, résultats des deux meilleurs scores :
- Élections régionales de 2004 : 50,92 % pour Jean-Paul Huchon (PS), 40,25 % pour Jean-François Copé (UMP), 70,03 % de participation[92].
- Élections régionales de 2010 : 60,02 % pour Jean-Paul Huchon (PS), 39,98 % pour Valérie Pécresse (UMP), 54,24 % de participation[93].
- Élections régionales de 2015 : 44,21 % pour Claude Bartolone (PS), 39,83 % pour Valérie Pécresse (LR), 62,97 % de participation.

Élections cantonales et départementales, résultats des deuxièmes tours :
- Élections cantonales de 2004 : 54,22 % pour Delphine Antonetti (PS), 45,75 % pour François Pelletant (DVD), 70,03 % de participation[94].
- Élections cantonales de 2011 : 66,32 % pour Jérôme Cauët (PS), 33,68 % pour François Pelletant (DVD), 45,27 % de participation[95].
- Élections départementales de 2015 : 60,21 % pour Jérôme Cauët et Maud Olivier (PS), 39,79 % pour Dominique Fontenaille (DVD) et Françoise Marhuenda (SE), 52,36 % de participation.

Élections municipales, résultats des deuxièmes tours :
- Élections municipales de 2001 : données manquantes.
- Élections municipales de 2008 : 72,38 % pour Olivier Thomas (PS) élu au premier tour, 27,62 % pour Laurent Pruvot (UMP), 71,53 % de participation[96].
- Élections municipales de 2014 : 100,00 % pour Olivier Thomas (PS) élu au premier tour, 49,91 % de participation.
- Élections municipales de 2020 : 100,00 % pour Olivier Thomas (DVG) élu au premier tour, 29,96 % de participation.

Référendums :
- Référendum de 2000 relatif au quinquennat présidentiel : 77,39 % pour le Oui, 22,61 % pour le Non, 32,92 % de participation[97].
- Référendum de 2005 relatif au traité établissant une Constitution pour l’Europe : 53,28 % pour le Oui, 46,72 % pour le Non, 74,15 % de participation[98].

### Enseignement
Les élèves de Marcoussis sont rattachés à l’académie de Versailles. La commune dispose sur son territoire des écoles maternelles publiques de L’Étang-Neuf et Jean-Jacques-Rousseau et des écoles élémentaires publiques des Acacias et de l’Orme, ainsi que l’école primaire privée catholique sous tutelle diocésaine Saint-Joseph.
Pour le secondaire les élèves sont scolarisés dans la commune au collège Pierre-Mendès-France puis au lycée polyvalent de L’Essouriau aux Ulis.
La commune accueille en outre sur son territoire le lycée privé horticole et paysager Saint-Antoine, géré par les apprentis d'Auteuil.
Hors périodes scolaires, les enfants sont accueillis au centre de loisirs. Une crèche familiale et un relais d'assistantes maternelles reçoivent les jeunes enfants. La Fédération des conseils de parents d'élèves et la Fédération des parents d'élèves de l'enseignement public sont présentes dans les conseils d’écoles de la commune.

### Santé
La commune possède sur son territoire :
- Un foyer logement
- Deux établissements d'hébergement pour personnes âgées dépendantes
- Un centre de protection maternelle et infantile
- Six médecins
- Un chirurgien-dentiste

### Services publics
La commune dispose sur son territoire d’un centre de première intervention des sapeurs-pompiers et d’une agence postale. Une étude notariale est installée dans la commune. L’organisation juridictionnelle rattache les justiciables marcoussissiens au tribunal d’instance et au conseil de prud’hommes de Longjumeau, aux tribunaux de grande instance et de commerce d’Évry, au tribunal administratif de Versailles et à la cour d'appel de Paris.
Par ailleurs, la ville possède les équipements suivants :
- Deux pharmacies
- Trois bar-tabac
- Un bowling
- Un cinéma, l'Atmosphère
- Une salle communale, qui accueille un club de bridge le samedi matin
- 45 arrêts de bus

### Jumelages
Marcoussis a développé des associations de jumelage avec :
- Bérégadougou (Burkina Faso) depuis 1998, commune avec laquelle elle a développé un partenariat de codéveloppement depuis 2007[109].
- Marienbad (Tchéquie) depuis 2006, en tchèque Mariánské Lázně, située à 774 km à vol d'oiseau[110].
- Waldsassen (Allemagne) depuis 1970, en allemand Waldsassen, située à 747 km[111].
- Newton Stewart (Écosse) depuis 2013, en gaélique écossais Baile Ùr nan Stiùbhartach.

| MarcoussisNewton Stewart Waldsassen Marienbad Jumelages de Marcoussis. |

## Vie quotidienne à Marcoussis

### Culture
La commune de Marcoussis bénéficie sur son territoire de divers équipements à caractère culturel : l’école des Arts, centralisant la pratique de la musique, la danse, le théâtre et les arts plastiques, la médiathèque Léo-Ferré, la salle polyvalente Jean-Montaru, dotée de la salle de cinéma Atmosphère, classée art et essai et la Maison pour tous. La commune accueille en outre depuis 2005 une résidence cinématographique Émergence, projet ayant pour but d’aider les jeunes réalisateurs et auteurs à produire leur premier film, et, depuis 1996, le festival de musique rock Elfondurock,. Diverses associations animent la vie culturelle de la commune.

### Sports

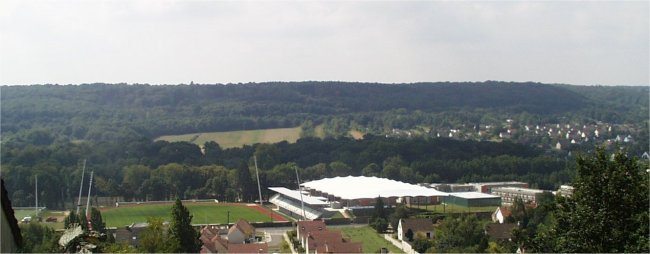
Le centre national du rugby.

La commune dispose d’une école municipale des sports pour encourager et encadrer la pratique sportive. Elle accueille l’association sportive de Marcoussis qui regroupe différentes sections. Plusieurs installations sportives sont implantées sur le territoire communal dont le stade Pierre Camou, le stade du Moulin, le gymnase de la Ferme des prés et le complexe sportif du Grand -Parc. La commune accueille aussi en partie le centre national du rugby, centre de formation et d’entraînement de la fédération française de rugby. Marcoussis a été la dernière ville-étape du Tour de France 2007.

### Lieux de culte

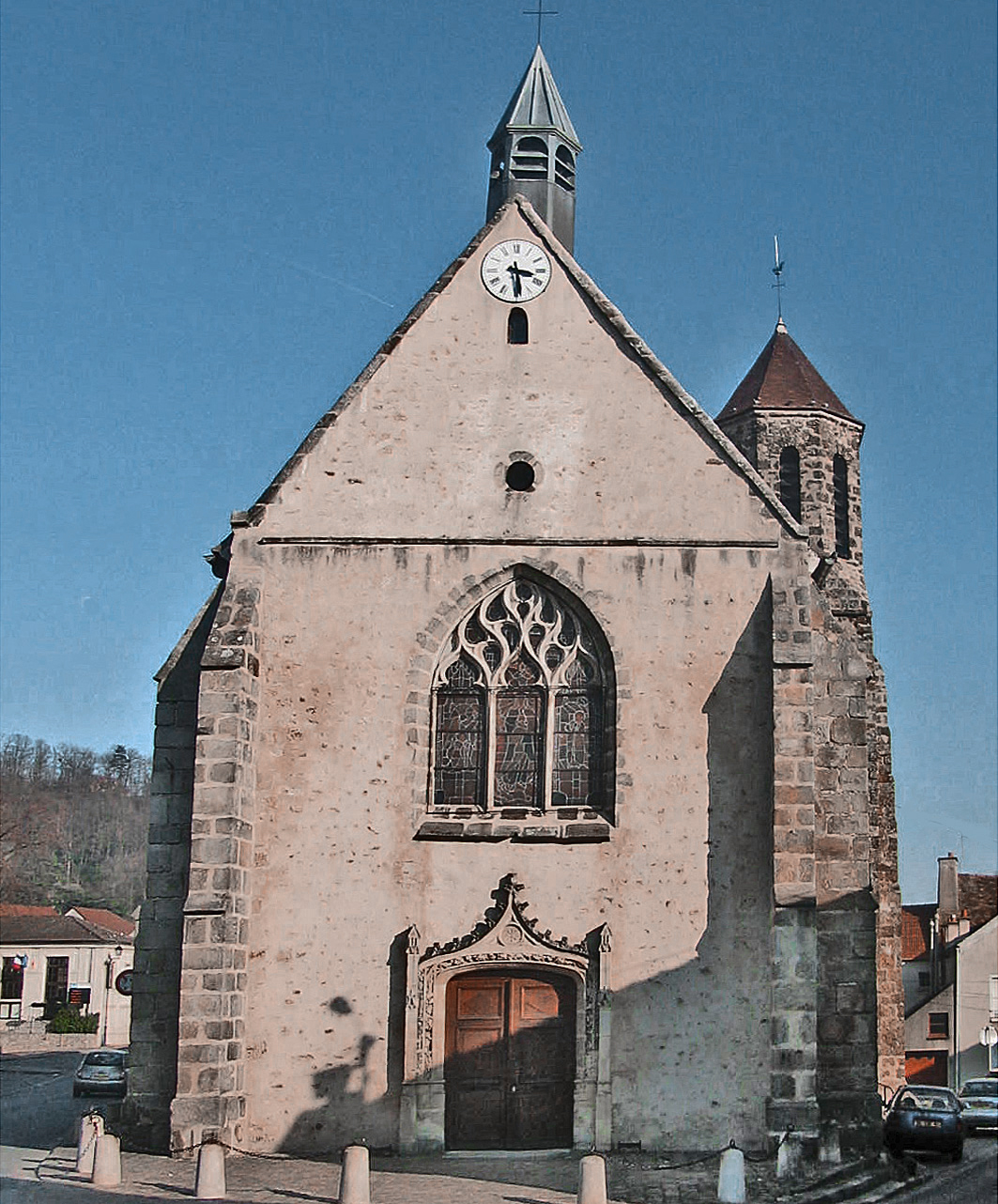
L’église Sainte-Marie-Madeleine.

- Église paroissiale Sainte-Marie-Madeleine est rattachée au secteur pastoral de Montlhéry-Longpont et au diocèse d'Évry-Corbeil-Essonnes[116].

### Médias
L’hebdomadaire Le Républicain relate les informations locales. La commune est en outre dans le bassin d’émission des chaînes de télévision France 3 Paris Île-de-France, IDF1 et Téléssonne intégré à Télif.

### Petite enfance
Une micro crèche s'est ouverte en mars 2022, gérée par les Crèches de l'Orge, dorénavant dénommée Crèche par Nature. Elle accueille 12 enfants.

## Économie
Marcoussis est intégrée au bassin d'emploi d’Orsay qui comptait en 1999 125 975 habitants répartis dans vingt-cinq communes, les Marcoussissiens représentant 5,74 % de la population totale. Peu urbanisée, la commune comporte cependant quelques zones d’activités dont celles de la Fontaine de Jouvence au nord, du Fond des Prés au sud et du buisson Gayet à l’ouest. Deux sites industriels d’importance complètent ce tissu économique, les locaux d’une filiale de la SCREG, le centre de traitement de données Data IV et le laboratoire de photonique et nanostructures du Centre national de la recherche scientifique implantés sur l’ancien site de recherche d’Alcatel. En outre, l’entreprise d’emballage industriel Schütz France implantée à Marcoussis est répertoriée au registre français des émissions polluantes pour sa production de déchets dangereux. En 2011, la commune accueillait sur son territoire quatre cent onze entreprises dont près de 70 % exerçaient dans le secteur tertiaire. En 2000, vingt-trois exploitations agricoles étaient encore en activité sur le territoire municipal réparties entre la culture céréalière et le maraîchage.

### Emplois, revenus et niveau de vie
En 2009, la commune comptait une population active de 3 941 personnes et offrait sur son territoire 3 093 emplois, assurant virtuellement le plein emploi localement. Cependant le taux de chômage s’élevait cette année-là à 6,5 % de la population et plus de 80 % des Marcoussissiens quittaient quotidiennement la commune pour travailler ailleurs. Parmi les actifs ayant un emploi, près de 90 % étaient salariés, plus de 78 % était titulaires de la fonction publique ou employés en contrat à durée indéterminée, les situations précaires ne représentant que 7,5 % des salariés. De fait, les revenus des ménages de la commune sont relativement plus élevés que la moyenne nationale avec un revenu net imposable moyen fixé à 34 010 € et seulement 27 % de la population non assujettie à l’impôt sur le revenu. Ainsi, à Marcoussis plus de 75 % des ménages étaient propriétaires de leur logement, un pavillon individuel dans 76 % des cas. En 2006, le revenu fiscal médian par ménage était de 25 290 €, ce qui plaçait la commune au 380e rang parmi les 30 687 communes de plus de cinquante ménages que compte le pays et au trente-quatrième rang départemental.
| Répartition des emplois par catégories socioprofessionnelles en 2006. |              |                                           |                                                   |                            |                          |                           |
|                                                                       | Agriculteurs | Artisans, commerçants, chefs d’entreprise | Cadres et professions intellectuelles supérieures | Professions intermédiaires | Employés                 | Ouvriers                  |
| Marcoussis                                                            | 0,2 %        | 5,9 %                                     | 23,0 %                                            | 29,3 %                     | 18,4 %                   | 23,2 %                    |
| Zone d’emploi d’Orsay                                                 | 0,2 %        | 3,7 %                                     | 36,2 %                                            | 26,2 %                     | 21,4 %                   | 12,3 %                    |
| Moyenne nationale                                                     | 2,2 %        | 6,0 %                                     | 15,4 %                                            | 24,6 %                     | 28,7 %                   | 23,2 %                    |
| Répartition des emplois par secteurs d’activités en 2006.             |              |                                           |                                                   |                            |                          |                           |
|                                                                       | Agriculture  | Industrie                                 | Construction                                      | Commerce                   | Services aux entreprises | Services aux particuliers |
| Marcoussis                                                            | 2,0 %        | 17,3 %                                    | 7,4 %                                             | 11,1 %                     | 21,7 %                   | 8,5 %                     |
| Zone d’emploi d’Orsay                                                 | 1,0 %        | 13,4 %                                    | 3,8 %                                             | 18,1 %                     | 30,5 %                   | 5,4 %                     |
| Moyenne nationale                                                     | 3,5 %        | 15,2 %                                    | 6,4 %                                             | 13,3 %                     | 13,3 %                   | 7,6 %                     |
| Sources : Insee,                                                      |              |                                           |                                                   |                            |                          |                           |

## Culture locale et patrimoine

### Patrimoine environnemental

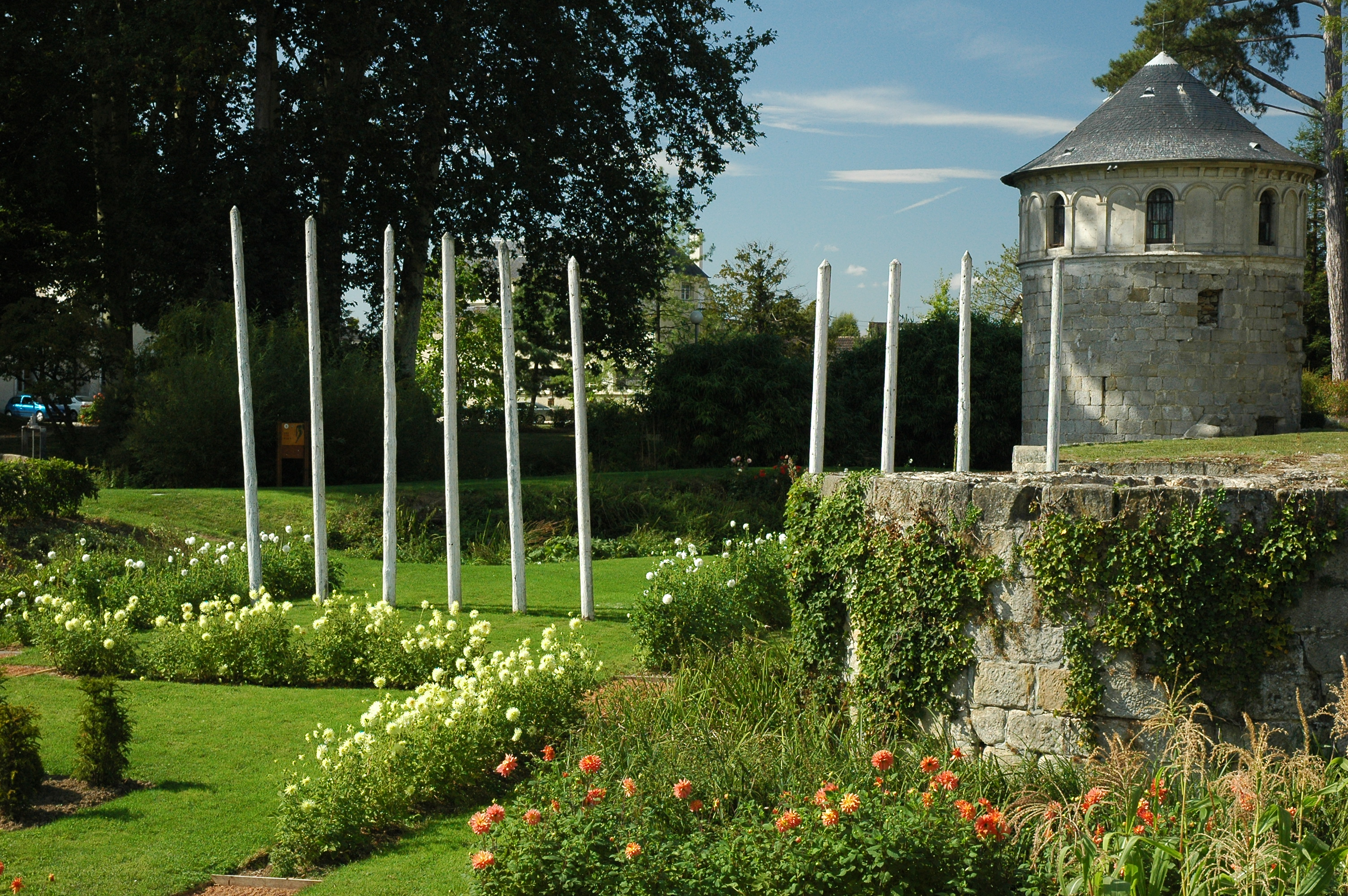
Le parc du lycée Saint-Antoine.

La commune, dont 70 % du domaine a conservé un caractère rural, dispose en outre de trois parcs urbains avec le parc du château des Célestins, dans l’ancienne propriété noble, le parc François-Mitterrand à proximité du centre-ville et le parc de Bellejame à proximité du centre national du rugby.
Les grands étangs, dit des Arrachis et le petit étang, dit du Gué sont pourvus de berges aménagées pour la promenade. Enfin le lycée horticole Saint-Antoine de la Fondation d'Auteuil dispose d’un important parc paysager et de serres.
Plusieurs espaces boisés et agricoles ont été recensés au titre des espaces naturels sensibles par le Conseil Général avec une partie d’entre eux frappés de préemption par l’agence des espaces verts de la région d'Île-de-France.
La commune est en outre intégrée au projet de « Triangle vert des villes maraîchères du Hurepoix » qui œuvre à la préservation et l’exploitation de terres agricoles.

### Patrimoine architectural
La commune possède sur son territoire plusieurs monuments architecturaux reconnus dont l'église Sainte-Marie-Madeleine construite dans un style roman au XVe siècle et complétée au XVIe siècle d'une nef à trois travées, le tout inscrit à l'inventaire des monuments historiques en 1965,. Elle est décorée d'une statue représentant la Vierge à l'Enfant en marbre de Carrare haute de deux mètres, donnée au monastère local des Célestins en 1408 et classée aux monuments historiques en 1896. Les ruines du château de Montagu datant du XVe siècle ont été classées en 1984,,,,. Le bâtiment privé dit le pavillon du Roi, construit en XVIIIe siècle a été classé en 1968,. Le château des Célestins, actuellement centre culturel construit en 1859 à l'emplacement d'un ancien couvent daté du XVe siècle, a été inventorié. Diverses autres constructions ont fait l’objet d’un inventaire sans classement dont l'ancien bailliage datant du XVIIIe siècle, les vestiges du château de Bellejame datant du XVIIe siècle, le château de Bel Ébat datant du XIXe siècle, le château du Chêne Rond, le domaine de la Ronce du XVe siècle, centre de loisirs propriété de la commune de Bourg-la-Reine, la ferme du Déluge, ancienne commanderie templière du XIIe siècle passée à l'ordre de Saint-Jean de Jérusalem et partiellement reconstruite aux XIVe et XVIIe siècles, la ferme de l'Hôtel-Dieu couverte d'un toit en carène du XVIIIe siècle.

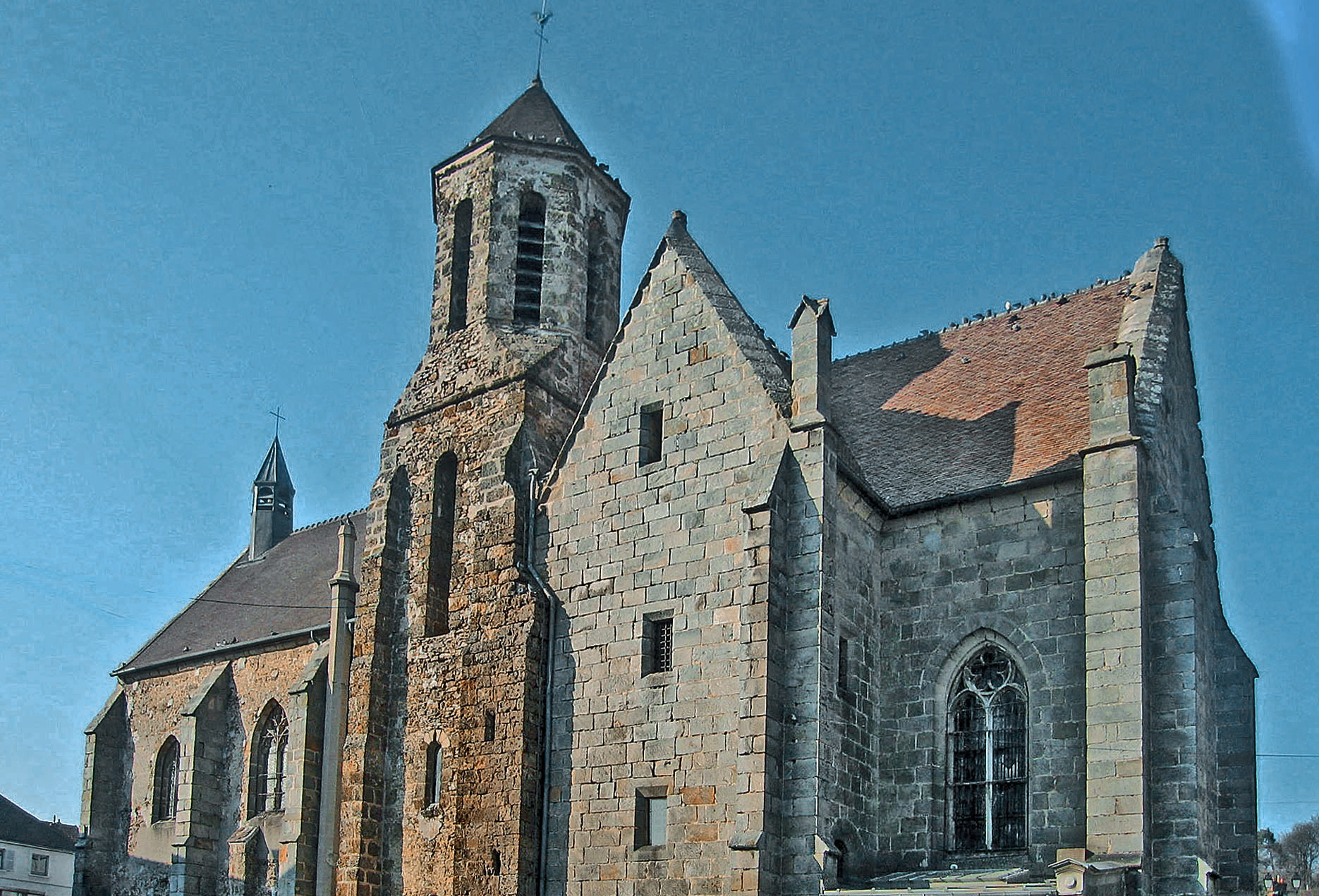
L'église Sainte-Marie-Madeleine.
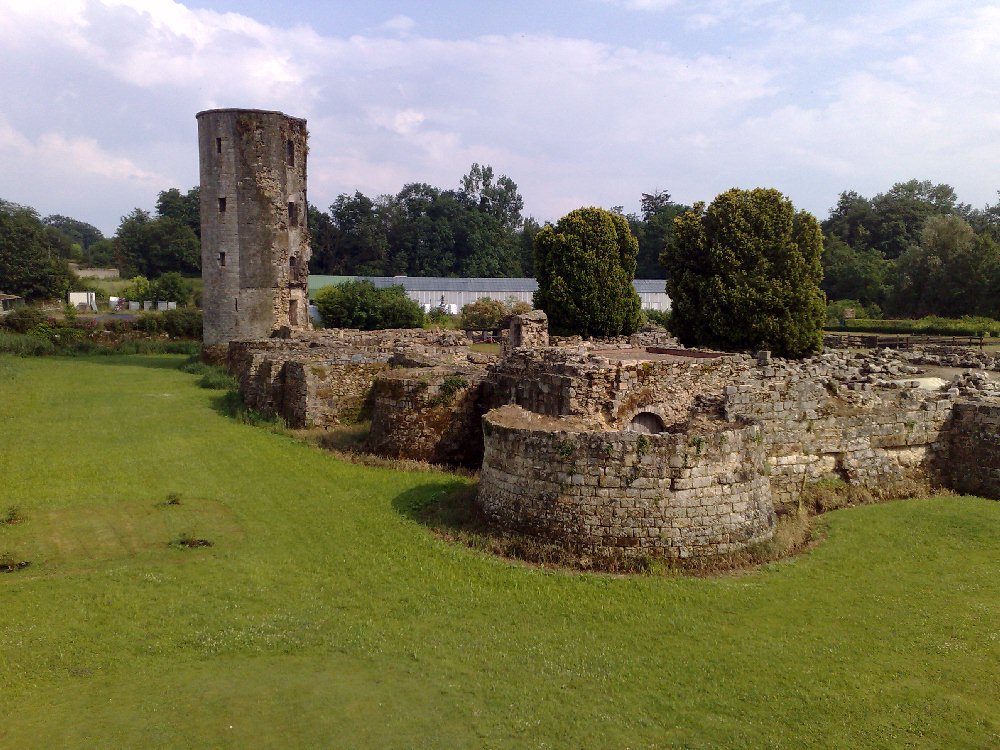
Les ruines du château de Montagu.
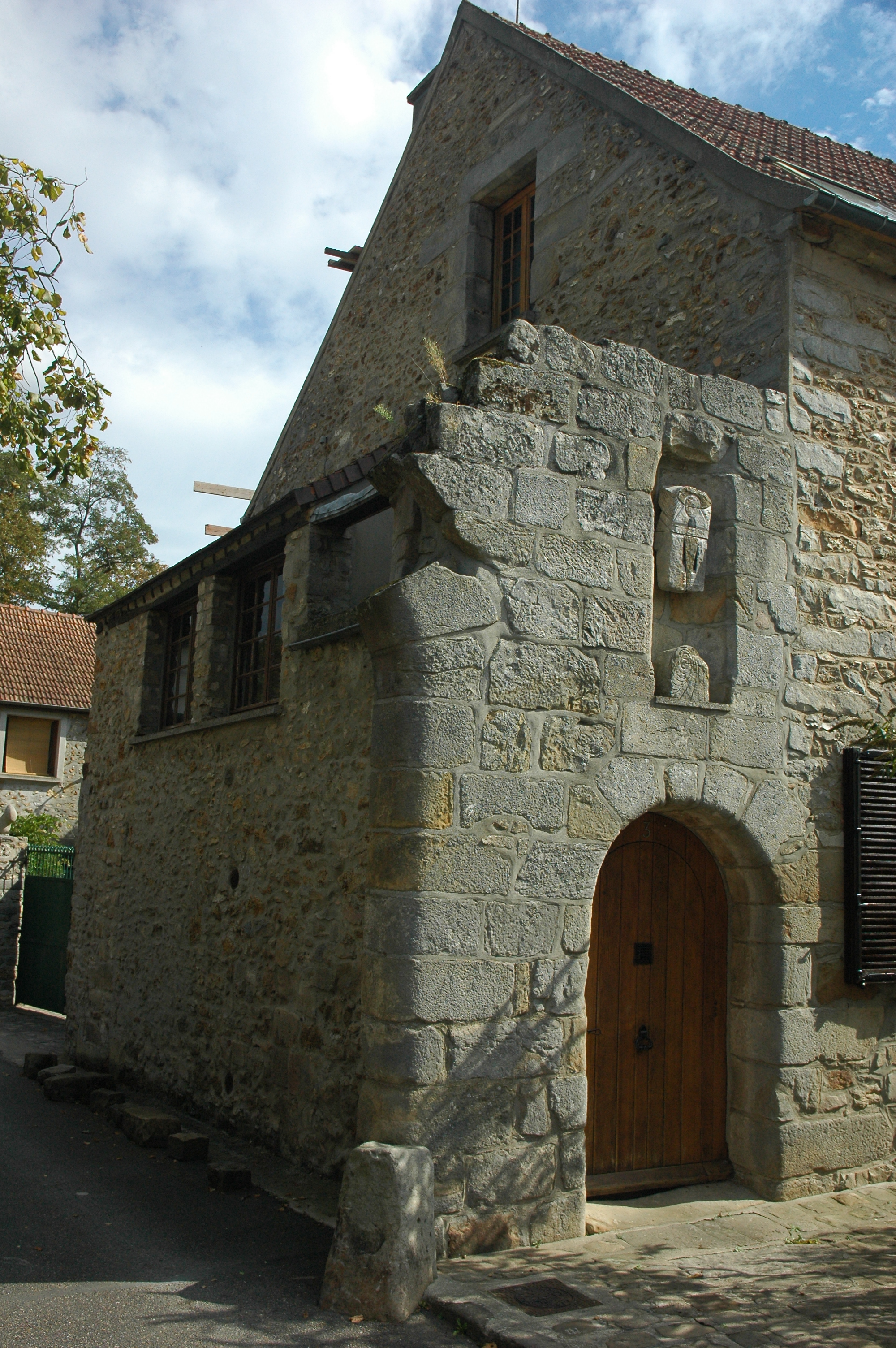
Le portail du château des Célestins.
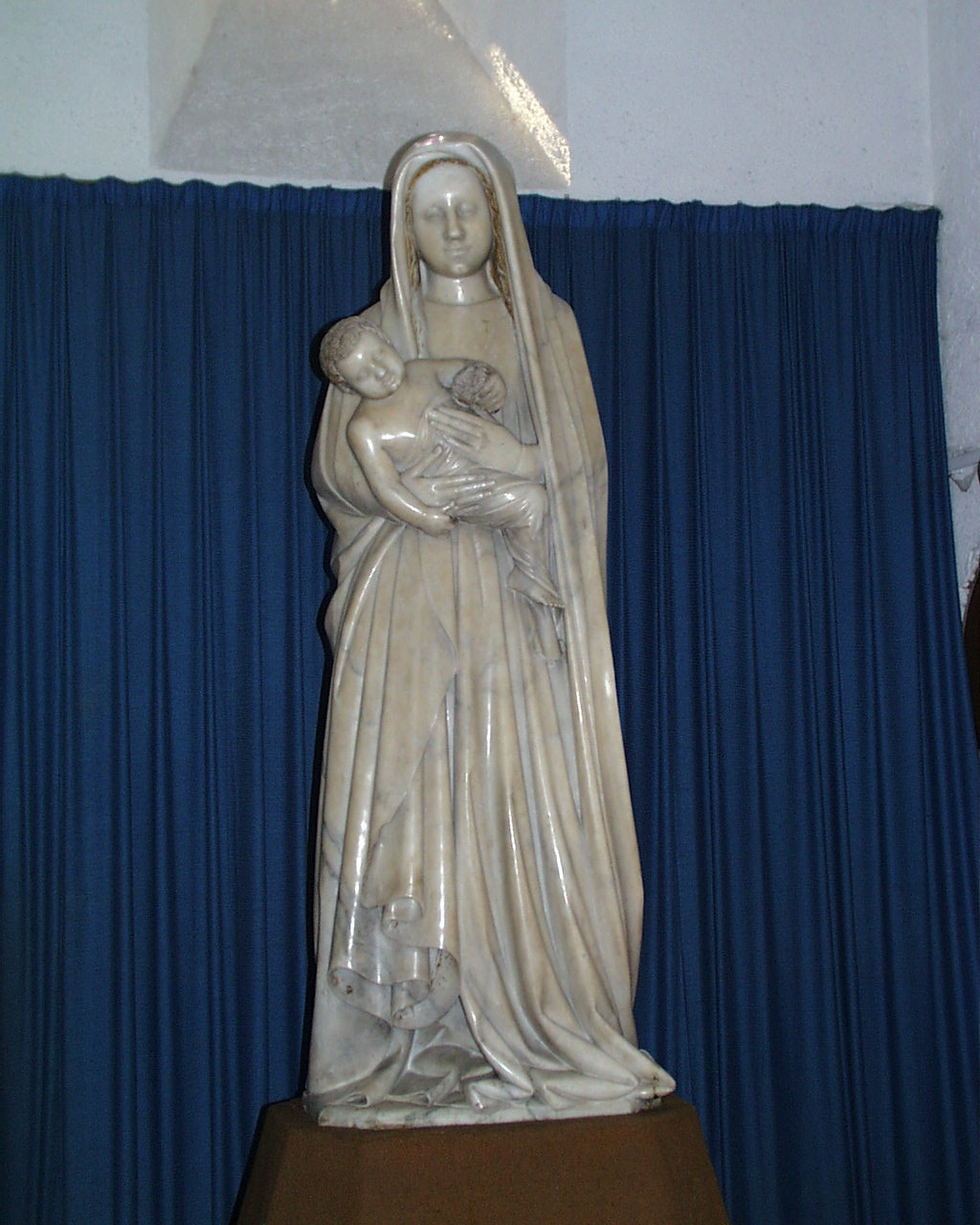
La Vierge à l'Enfant.

### Festivités
Outre les très répandus forums des associations, fête des écoles et brocantes, la commune organise depuis 1966 la fête des fraises rappelant la culture maraîchère dans la région, une course de caisse à savon depuis 2004, le salon artisanal et gastronomique des automnales et le traditionnel carnaval de Bineau, du nom de l’homme politique Jean-Martial Bineau qui prit des mesures impopulaires et dont l’effigie est brûlée à Mardi gras.

### Personnalités liées à la commune

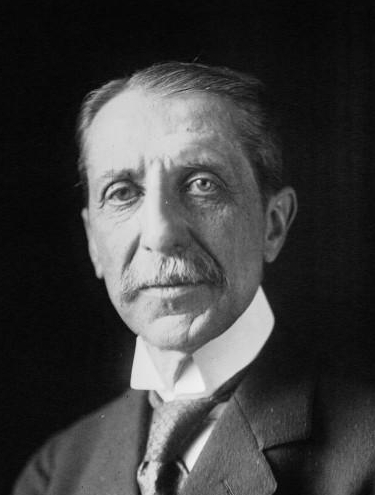
Aymar de La Baume Pluvinel.

Différents personnages publics sont nés, décédés ou ont vécu à Marcoussis :
- Jean de Montagu (1349-1409), surintendant des Finances du roi Charles VI, en fut le seigneur ;
- Louis Malet de Graville (1438-1516), aristocrate et amiral de France, y est mort ;
- Gabriel Dupréau (1511-1588), théologien, y est né ;
- Catherine Henriette de Balzac d'Entragues (1579-1633), favorite d'Henri IV, y vécut ;
- Charles de Balsac (?-1625), évêque, y est enterré ;
- Louis de Balzac d'Illiers d'Entragues (?-1720), aristocrate et aumônier du Roi, en était le seigneur ;
- Jean-Jacques Rousseau (1712-1778), écrivain et philosophe, y séjourna[149] ;
- Jean-Baptiste Corot (1796-1875), artiste peintre, y séjourna ;
- Auguste Nélaton (1807-1873), chirurgien, y vécut ;
- Victor Adolphe Malte-Brun (1816-1889), géographe et cartographe, y vécut et y est mort ;
- Aymar de La Baume Pluvinel (1860-1938), astronome, y vécut ;
- Judit Reigl (1923-2020), artiste peintre, y vécut ;
- Pierre Székely (1923-2001), sculpteur, y vécut ;
- Vera Székely (1919-1994), artiste peintre, céramiste et sculptrice, y vécut ;
- Martin Szekely (1956- ), designer, y vécut ;
- Henri Mouette (1927-1995), architecte, y vécut ;
- Ib Braase (1923-2009), sculpteur, y vécut ;
- Ragna Braase (1929–2013), artiste peintre, artiste textile et graphique, y vécut ;
- Claude Lepoitevin (1936- ), artiste peintre, y vécut ;
- Vladimir V. Bodiansky (1929-2018), écrivain, y vécut ;
- Dimitri Bodianski (1964- ), musicien, y vécut ;
- Joséphine Chevry (1936- ), sculptrice, y vit ;
- Jean Robieux (1925-2012), physicien, y exerça ;
- Benjamin Dessus (1939- ), ingénieur, y exerça ;
- Léo Roussel (1995- ), pilote automobile, y est né ;
- Bruce Toussaint (1973- ), journaliste, y vécut.

### Héraldique et logotype

Logo.

| Blason de Marcoussis | Blason  | D'argent à la croix d'azur cantonnée de quatre aigles de gueules toutes becquées et membrées d'or.                                                                                       |
| Blason de Marcoussis | Détails | Ce blason apparaît sur les motrices du TGV 319 et du train immatriculé 8720 D au titre du parrainage des matériels SNCF par les communes. La commune s'est en outre dotée d'un logotype. |

### Marcoussis dans les arts et la culture
- Louis Marcoussis, peintre d'origine polonaise, francisa son nom Markus en Marcoussis sur les conseils de son ami, Guillaume Apollinaire.
- L’artiste peintre Jean-Baptiste Corot réalisa plusieurs toiles représentant la commune[151] dont La charrette. Souvenir de Marcoussis conservé au musée d'Orsay[152] et Marcoussis. Un verger, le matin conservé au musée du Louvre[153].